# La Belle Dorothée
La Belle Dorothée est le 25e poème en prose du recueil Le Spleen de Paris écrit par Charles Baudelaire entre 1855 et 1864 et publié de façon posthume en 1869, deux ans après la mort du poète.

## Présentation
Il décrit une femme noire, Dorothée, se promenant sous une chaleur harassante. Il y a un contraste entre cette femme et le décor dans lequel elle évolue. Baudelaire a écrit ce poème de telle sorte qu'on lise les mouvements de Dorothée grâce à l'abondance des détails, nous donnant ainsi l'impression d’être devant un tableau,.
Dorothée fut esclave, mais elle est désormais affranchie et aspire de même à affranchir sa sœur de onze ans,. La description riche et détaillée de la belle femme exotique stimulant les sens, mais laisse apercevoir après une lecture plus approfondie des éléments menant à porter une réflexion sur les intentions de Dorothée. En effet, celle-ci se prostitue afin d'obtenir un peu d'argent pour la libération de sa sœur,. Enfin, sa nouvelle condition de femme libre peut sembler être substituée par une nouvelle forme d'esclavage c'est-à-dire sexuelle.

## Analyse
Selon l'universitaire Alexander Ockenden, la belle Dorothée s'appelait Dorothée Dormeuil, une ancêtre d'Arnaud Dormeuil, un musicien réunionnais. Baudelaire aurait même participé financièrement à l'affranchissement de sa petite sœur Marie, âgé de 10 ans, par son maître Édouard Lacaussade (frère d'Auguste Lacaussade).

## Texte du poème
La Belle Dorothée

Le soleil accable la ville de sa lumière droite et terrible ; le sable est éblouissant et la mer miroite. Le monde stupéfié s’affaisse lâchement et fait la sieste, une sieste qui est une espèce de mort savoureuse où le dormeur, à demi éveillé, goûte les voluptés de son anéantissement.

Cependant Dorothée, forte et fière comme le soleil, s’avance dans la rue déserte, seule vivante à cette heure sous l’immense azur, et faisant sur la lumière une tache éclatante et noire.

Elle s’avance, balançant mollement son torse si mince sur ses hanches si larges. Sa robe de soie collante, d’un ton clair et rose, tranche vivement sur les ténèbres de sa peau et moule exactement sa taille longue, son dos creux et sa gorge pointue.

Son ombrelle rouge, tamisant la lumière, projette sur son visage sombre le fard sanglant de ses reflets.

Le poids de son énorme chevelure presque bleue tire en arrière sa tête délicate et lui donne un air triomphant et paresseux. De lourdes pendeloques gazouillent secrètement à ses mignonnes oreilles.

De temps en temps la brise de mer soulève par le coin sa jupe flottante et montre sa jambe luisante et superbe ; et son pied, pareil aux pieds des déesses de marbre que l’Europe enferme dans ses musées, imprime fidèlement sa forme sur le sable fin. Car Dorothée est si prodigieusement coquette, que le plaisir d’être admirée l’emporte chez elle sur l’orgueil de l’affranchie, et, bien qu’elle soit libre, elle marche sans souliers.

Elle s’avance ainsi, harmonieusement, heureuse de vivre et souriant d’un blanc sourire, comme si elle apercevait au loin dans l’espace un miroir reflétant sa démarche et sa beauté.

À l’heure où les chiens eux-mêmes gémissent de douleur sous le soleil qui les mord, quel puissant motif fait donc aller ainsi la paresseuse Dorothée, belle et froide comme le bronze ?

Pourquoi a-t-elle quitté sa petite case si coquettement arrangée, dont les fleurs et les nattes font à si peu de frais un parfait boudoir ; où elle prend tant de plaisir à se peigner, à fumer, à se faire éventer ou à se regarder dans le miroir de ses grands éventails de plumes, pendant que la mer, qui bat la plage à cent pas de là, fait à ses rêveries indécises un puissant et monotone accompagnement, et que la marmite de fer, où cuit un ragoût de crabes au riz et au safran, lui envoie, du fond de la cour, ses parfums excitants ?

Peut-être a-t-elle un rendez-vous avec quelque jeune officier qui, sur des plages lointaines, a entendu parler par ses camarades de la célèbre Dorothée. Infailliblement elle le priera, la simple créature, de lui décrire le bal de l’Opéra, et lui demandera si on peut y aller pieds nus, comme aux danses du dimanche, où les vieilles Cafrines elles-mêmes deviennent ivres et furieuses de joie ; et puis encore si les belles dames de Paris sont toutes plus belles qu’elle.

Dorothée est admirée et choyée de tous, et elle serait parfaitement heureuse si elle n’était obligée d’entasser piastre sur piastre pour racheter sa petite sœur qui a bien onze ans, et qui est déjà mûre, et si belle ! Elle réussira sans doute, la bonne Dorothée ; le maître de l’enfant est si avare, trop avare pour comprendre une autre beauté que celle des écus !